# Kraftwerk Andelsbuch
Das Kraftwerk Andelsbuch ist ein Laufwasserkraftwerk vom Typ Ausleitungskraftwerk der illwerke vkw in der Gemeinde Andelsbuch im Bregenzerwald. Zum Zeitpunkt seiner Inbetriebnahme im Jahr 1908 war das an der Bregenzer Ach gelegene Elektrizitätswerk Andelsbuch eines der größten und modernsten Kraftwerke der Monarchie Österreich-Ungarn. Aktuell besitzt das Kraftwerk eine installierte Leistung von 15,1 MW und erzeugt jährlich mehr als 50,5 GWh an elektrischer Energie.
Das Hauptgebäude des Kraftwerks, in dem sich die Francis-Turbinen sowie die fünf Maschinensätze befinden, steht unter Denkmalschutz (Listeneintrag). Abgefasst wird das für den Betrieb des Kraftwerks bestimmte Wasser bei einer Wehranlage in Bezau, von wo aus es durch zwei 1,6 km lange Freispiegelstollen zum Stauweiher in Andelsbuch geleitet wird. Von diesem 120.000 m³ Wasser fassenden Staubecken aus fließt das Wasser in der Folge durch eine 200 m lange, zweisträhnige Druckrohrleitung mit einer Fallhöhe von 62 m auf die Turbinen des Krafthauses. Anschließend wird das Wasser im unterhalb des Kraftwerksgebäudes gelegenen Ausgleichsbecken Ach gefasst und über den Lorenastollen dem Kraftwerk Alberschwende zugeleitet.